# Francesco Quinn
Francesco Quinn (* 22. März 1963 in Rom, Italien; † 5. August 2011 in Malibu, Kalifornien) war ein US-amerikanischer Schauspieler.

## Leben
Quinn war der Sohn des Schauspielers Anthony Quinn und dessen Frau, der Kostümbildnerin Yolanda Addolori. Er gab sein darstellerisches Kinodebüt in Oliver Stones Platoon 1985. Danach war er in einigen italienischen Abenteuerfilmen und später in amerikanischen Produktionen zu sehen. Zu seinen erfolgreichsten Werken zählen Placebo Effect 1998 und die Seifenoper Young and Restless, in der er von 1999 bis 2001 auftrat und wofür er für einen ALMA Award nominiert wurde. Im neuen Jahrtausend spielte er auch in einigen bemerkenswerten Kurzfilmen. Quinn wirkte in mehreren Fernsehserien, darunter JAG – Im Auftrag der Ehre und 24, mit. Auch für Videospiele wurde er verpflichtet. So spielte er unter anderem in Command & Conquer: Tiberian Sun. Er starb mit 48 Jahren an einem Herzinfarkt.

## Filmografie (Auswahl)
- 1985: Quo Vadis? (Miniserie)
- 1986: Platoon
- 1988: Stradivari
- 1989: Casablanca Enpress
- 1989: Indio
- 1996: Cannes Man
- 1997–2002: JAG – Im Auftrag der Ehre (JAG) (Fernsehserie, 6 Folgen, verschiedene Rollen)
- 2003: 24 (Fernsehserie, 5 Folgen)
- 2003: Vlad
- 2005: Criminal Minds (Fernsehserie, 1 Folge)
- 2007: Afghanistan – Die letzte Mission (Afghan Knights)
- 2007: The Tonto Woman
- 2008: Hell Ride
- 2008: The Shield – Gesetz der Gewalt (The Shield) (Fernsehserie, 3 Folgen)
- 2011: Aurelio Zen (Fernsehserie, 3 Folgen)